# Rome Roméo
Pour plus de détails, voir Fiche technique et Distribution.
Rome Roméo est un film français réalisé par Alain Fleischer en 1989 et sorti en 1992.

## Fiche technique
- Titre : Rome Roméo
- Réalisation : Alain Fleischer
- Scénario : Alain Fleischer
- Photographie : Alessandro Pesci
- Son : Éric Bonnard
- Costumes : Cinzia Lucchetti
- Décors : Guy Le Coroller
- Montage : Alain Fleischer et Christiane Lack
- Musique : Bernard Cavanna
- Société de production : Arion Productions
- Format : couleur - 35 mm
- Pays d'origine :  France
- Durée : 93 minutes
- Date de sortie : France - 22 avril 1992

## Distribution
- John Hargreaves : David Waldberg
- Yann Collette : Quentin
- Danielle Shirman : Clara Orsini
- László Szabó : le producteur
- Eva Russo : Pierra

## À propos du film
Écrit en 1986 lors du séjour d'Alain Fleischer à la Villa Médicis, le film a été tourné en 1989.